# Kecamatan Ketapang
Kecamatan Ketapang är ett distrikt i Indonesien.   Det ligger i provinsen Jawa Timur, i den västra delen av landet, 700 km öster om huvudstaden Jakarta. Kecamatan Ketapang ligger på ön Madura.